# كورنيليس كالكمان
كورنيليس كالكمان (1928-1998) (بالإنجليزية: Cornelis Kalkman)‏ هو عالم نبات هولندي.